# ليونتي راوتو
كان ليوني راوتو (كان يدعى حتى عام 1945 ليف نيكولاييفيتش (نيكولاييفيتشي) أويغنشتاين، 28 فبراير 1910 – 1993) ناشطًا شيوعيًا ومروج دعاية روماني مولود في بيسارابيا. كان راوتو القائد الأيديولوجي للحزب الشيوعي الروماني («حزب العمال») خلال حكم جيورج جيورجيو ديج، وأحد شيوعيي البلاد رفيعي المستوى القلة الذين درسوا الماركسية من مصدرها. بلغت سنوات شبابه المليئة بالمغامرة، إذ قضى فترتين في السجن بسبب نشاطه السياسي غير القانوني، أوجها في منفى خياري في الاتحاد السوفيتي، حيث أمضى الجزء الأكبر من الحرب العالمية الثانية. مع تخصصه في التحريض والبروباغاندا وإقامته لصداقة مع الناشطة الشيوعية آنا باوكر، عاد راوتو إلى رومانيا خلال فترة إقامة الشيوعية في أواخر الأربعينيات من القرن العشرين، وبات قائدًا يحسب حسابه للنظام الشيوعي الروماني. بصفته رئيسًا لقسم التحريض والبروباغاندا الجديد التابع للحزب الشيوعي، ابتكر راوتو بعض أكثر السياسات الثقافية إثارة للجدل، وتمكن من النجاة من سقوط باوكر في عام 1952.
بصفته مساعدًا لجيورجيو ديج، لعب راوتو دورًا قياديًا في كافة التجسدات المتعاقبة للشيوعية الرومانية: كان راوتو ستالينيًا وأحد أتباع مبدأ جدانوف قبل العام 1955، ومناهضًا للتحريفية حتى عام 1958، وشيوعيًا وطنيًا منذ ذلك العام. خلال هذا التحول الطويل، أطلق مبادرات متتالية (وقدم لها دعمًا ماركسيًا) ضد خصوم جيورجيو ديج السياسيين، وطهر السلك الأكاديمي بصورة منتقاة ممن يشك بأنهم مناهضون للشيوعية، وعزل بعض مناصريه من منصبهم. وبات مكروهًا على نطاق واسع من قبل من اعتبروا أن ضميره لا يؤنبه ولا يتردد في قراراته، وصوره كتاب شيوعيون سيئو السمعة على أنه «البهلوان المثالي» أو «مالفوليو».
حافظ راوتو على شيء من نفوذه بعد سيطرة صديقه الشيوعي الوطني نيكولاي تشاوشيسكو على قيادة الحزب. خسر راوتو امتيازاته في التحريض والبروباغاندا، غير أنه أصبح عميد كلية أكاديمية شتيفان جيورجيو، وبقي يلعب دورًا في تعريف الدوغمات الرئيسية. في نهاية المطاف خلع راوتو من منصبه في عام 1981 كعقاب له على قرار ابنته بالهجرة. بقي راوتو تحت المراقبة بسبب اتهامه بصلات بلجنة أمن الدولة في الاتحاد السوفيتي وأمضى بقية حياته في تخفي نسبي ليشهد الثورة الرومانية في عام 1989.

## سيرة حياته

### نشاطاته الأولى
كانت مدينة بالتسي (بييلتسي)، وهي مدينة في غوبرنيه بيسارابيا في الإمبراطورية الروسية، مسقط رأس راوتو حيث عمل والده نيكولاي إيفانوفيتش أويغنشتاين كصيدلاني. كانت أسرة أويغنشتاين من اليهود الذين نالوا تعليمًا روسيًا ولم يتحدثوا اللغة الرومانية حتى عام 1920 تقريبًا. تشير بعض المصادر الشيوعية إلى أن راوتو كان قد ولد في رومانيا، في فالتيسيني، إلا أن هذه الرواية كانت إما مضللَة أو مضللة. كان ليف نيكولاييفيتش (عرف لاحقًا ليونتي أو ليونيا) الولد الأكبر بين ثلاثة أولاد، كان دان (لاحقًا دان راوتو) ثاني الأولاد وسيتخذ الشقيق الثالث، ميخائيل، في وقت لاحق اسم ميهايل (ميسا) أويستيانو.
شهد ليف ولادة رومانيا الكبرى من بالتسي، حيث بقي حتى تخرجه في الثانوية. انتقل ليف في وقت لاحق إلى إقليم بوكوفينا، وفي عام 1928 إلى العاصمة الوطنية بوخاريست. دخل الأيديولوجي المستقبلي جامعة بوخارست لدراسة الرياضيات، إلا أنه لم يتخرج نهائيًا. (من المحتمل أنه أمضى فترة في كلية بوخاريست الطبية). وانضم إلى اتحاد الشبان الشيوعيين في عام 1929 وإلى الحزب نفسه في عام 1931، وترأس شقيقه دان منظمة الطلاب الشيوعيين منذ عام 1932، وقبل ضمن صفوف الحزب في عام 1933. خلال السنوات التي حظر فيها الحزب الشيوعي الروماني (عُرف لاحقًا باسم «حزب العمال»)، وكان ليف محررًا لصحيفة سينتيا الناطقة اسم الحزب وعمل مع ستيفان فوريس ولوكريتيو باتراسكانو وفالتر رومان وسورين توما وميرسيا بالانيسكو وتاتيانا ليابيس (بولان لاحقًا). كانت ليابيس زوجة راوتو الأولى، إلا أنها تخلت عنه لكي تتزوج من فوريس.
مع وصفه بأنه يتمتع بالذكاء وبروح السخرية وبأنه حسن الاطلاع، فضل راوتو قراءة الأدب الروسي والسوفيتي. على الرغم من عدم نيله لتعليم كامل في الفلسفة، كان راوتو واحدًا من ناشطي حزب العمال القلائل الذين امتلكوا معرفة معينة بالنظرية الماركسية وحتى غير الماركسية، كان يبدي ازدراءً حيال معظم صيغ فلسفة القارة والحداثة. يتحدث عالم السياسة فلاديمير تيسمانيانو أنه بالإمكان مقارنة راوتو ببعض الستالينيين الدوغمائيين الأوروبيين الشرقيين الآخرين، من جاكوب بيرمان وجوزيف ريفاي وصولًا إلى كورت هاغر. وفقًا لهذا التعريف، كان راوتو «مثقفًا يكره ذاته».
يرى المؤرخ لوسيان بويا أن تبني راوتو للشيوعية جعله يتنازل عن يهوديته و«أصبح تجريديًا» و «جنديًا أيديولوجيًا». يشير تيسمانيانو أيضًا إلى أن راوتو انفصل عن جذوره اليهودية منذ فترة باكرة من حياته واهتم بالثقافة الروسية حين أصبح شابًا وأدان جميع أشكال القومية اليهودية وبات يمكن تصنيفه ك «يهودي كاره لنفسه». بالمثل، يصف المؤرخ لوسيان ناستاسا راوتو كواحد من الشيوعيين الرومان الذي كانوا «واقعين بصورة أقل تحت سيطرة الهوس بالانتماء الإثني (كان الانتماء الديني مستبعدًا بالكامل من قبل الإلحاد العدائي الذي روج له الاتحاد السوفيتي)»، في حين كان «الخضوع للاتحاد السوفيتي» هو ما يحرك راوتو وآخرين. يذكر الشيوعي سيلفيو بروكان، الذي عمل لدى راوتو وكان يهوديًا أيضًا، أنه كانت لدى زعيم حزب العمال جيورج جيورجيو ديج نظرة استعلائية حيال راوتو بصفته «يهودي روسي الثقافة».
حوكم راوتو للمرة الأولى بتهمة التحريض على العصيان في الوقت الذي كان ما يزال فيه عضوًا في الشباب الشيوعي وحكم عليه بالسجن لمدة عام من قبل سلطات مملكة رومانيا. واحتجز لفترة في سجن تشيسيناو، ومن ثم نقل إلى سجن دوفتانا رفقة ناشطين آخرين في حزب العمال وأقام علاقات مع العديد من السادة السياسيين المستقبليين لرومانيا. بعد فترة قصيرة من إطلاق سراحه، في عام 1932، حوكم راوتو مرة أخرى: حتى عام 1934، تعرض للسجن مرة أخرى، أولًا في منشأة سجن سيرناوتي ومن ثم في سجن جيلافا. انتهت هذه الفترة بأنه أصبح ناشطًا لمصلحة اللجنة الشيوعية في بوخارست، ورئيس قسم التحريض والبروباغاندا. بعد انفصاله عن تاتيانا ليبيس، التقى الناشط الشاب بزوجته المستقبلية ناتاليا «نيونيا» ريدل، التي كانت نفسها يهودية نالت تعليمًا روسيًا. ومع مشاركتها هي أيضًا في المقاومة السرية الشيوعية، وجدت ناتاليا وظيفة في عيادة يديرها الطبيب ليون جيليرتر، الذي كان هو نفسه أيضًا ناشطًا سياسيًا مع الاشتراكيين المتحدين.
حسبما يذكر سورين توما، شهد راوتو في عام 1936 أو 1937 شخصيًا انهيار فوريس العقلي ووجد أعذارًا له. في أعقاب اندلاع الحرب الأهلية الإسبانية، كان راوتو من بين الذين أوكلت إليهم مهمة تجنيد يساريين رومانيين في الألوية الأممية. وكانت تلك إحدى آخر نشاطاته في رومانيا الكبرى. استجابة لنداء الترحيل، هاجر راوتو وناتاليا إلى الاتحاد السوفيتي في أعقاب الاحتلال السوفيييتي لبيسارابيا وبوكوفينا الشمالية. قبل رحيله، أودع راوتو وثائقه لدى عشيقة فوريس وسكرتيرته، فيكتوريا ساربو. على الرغم من كونه يهوديًا، لم تثنيه فترة التعاون السوفيتي النازي: ما إن انتقل إلى جمهورية مولدوفا الاشتراكية السوفيتية بات محررًا مشاركًا لمجلة البروباغاندا بامينت سوفيتيك («الأرض السوفيتية»). ومن المحتمل أنه كان أيضًا مرشدًا أيديولوجيًا للحزب الشيوعي في بيسارابيا.
تزوج ليف وناتاليا في الاتحاد السوفيتي. لا يعرف سوى القليل عن هذا الثنائي في الأشهر التي تلت الهجوم النازي والروماني على الاتحاد السوفيتي. هرب الزوجان من بيسارابيا وفرّا باتجاه الداخل: يقال إن راوتو كان مجرد عامل في مقلع رمال وكولخوز. أنجب راوتو وناتاليا ولدين توفيا، من المحتمل أن ذلك كان بسبب الجوع، خلال أشهر الانسحاب السوفيتي. في فترة ما (ربما في عام 1943)، أصبح راوتو رئيس القسم الناطق باللغة الرومانية في إذاعة صوت روسيا، الأمر الذي جعله شخصية مفضلة لدى قائدة فصيل المنفيين آنا باوكر، إلى جانب فالتر رومان وبيتر بوريلا. وفقًا لعالم الاجتماع والشيوعي السابق بافل كامبيانو، كان راوتو مدينًا لباوكر لا بعمله فحسب بل أيضًا بحياته، إذ كانت باوكر هي من ضمِن عدم استدعاء راوتو وآخرين لواجب نشط. وضع هذا التعيين أيضًا راوتو في صلة مباشرة مع بعض زملاء باوكر في الكومنترن: إذ حل محل باسيل سبيرو، الذي نال صيتًا من جامعة ماركس، وعمل تحت إشراف رودولف سلانسكي. وكان عمله الآخر محرر كتب لدار نشر اللغات الأجنبية.

### الصعود الشيوعي
عاد راوتو إلى رومانيا في عام 1945 بناء على طلب باوكر وصعد على الفور إلى قمة جهاز البروباغاندا في الحزب، كنائب للوسيف تشيسينيفشي، وانضم إلى فريق تحرير سينتيا التي عادت للصدور مجددًا، وأصبح واحدًا من أنشط المساهمين في مجلة كونتمبورانول الشهرية.